# Cethosia xerxene
Cethosia xerxene är en fjärilsart som beskrevs av Hans Fruhstorfer 1915. Cethosia xerxene ingår i släktet Cethosia och familjen praktfjärilar. Inga underarter finns listade i Catalogue of Life.